# Pachnoda marginata
Pachnoda marginata (kruszczyca afrykańska) – gatunek chrząszcza z rodziny poświętnikowatych, z podrodziny kruszczycowatych.

## Morfologia
Dorosłe chrząszcze osiągają około 2-3 centymetry długości. Larwy są niewielkie (osiągają maksymalnie 6 cm długości). Dorosłe osobniki żyją około 3-6 miesięcy, chociaż niektóre osobniki mogą żyć do 10 miesięcy. Rozwój larw trwa od 2 do 6 miesięcy. Występuje duża zmienność ubarwienia: barwa brązowa od niemal rdzawej, aż do ciemnoczekoladowej; elementy żółte od koloru jasnocytrynowego do pomarańczowego. Z biegiem czasu chrząszcz nieco ciemnieje, a na pokrywach skrzydłowych pojawiają się charakterystyczne zaciemnione plamy. Występują w środkowej i zachodniej Afryce.

## Galeria

Pachnoda marginata peregrina
Pachnoda marginata marginata
Pachnoda marginata aurantia
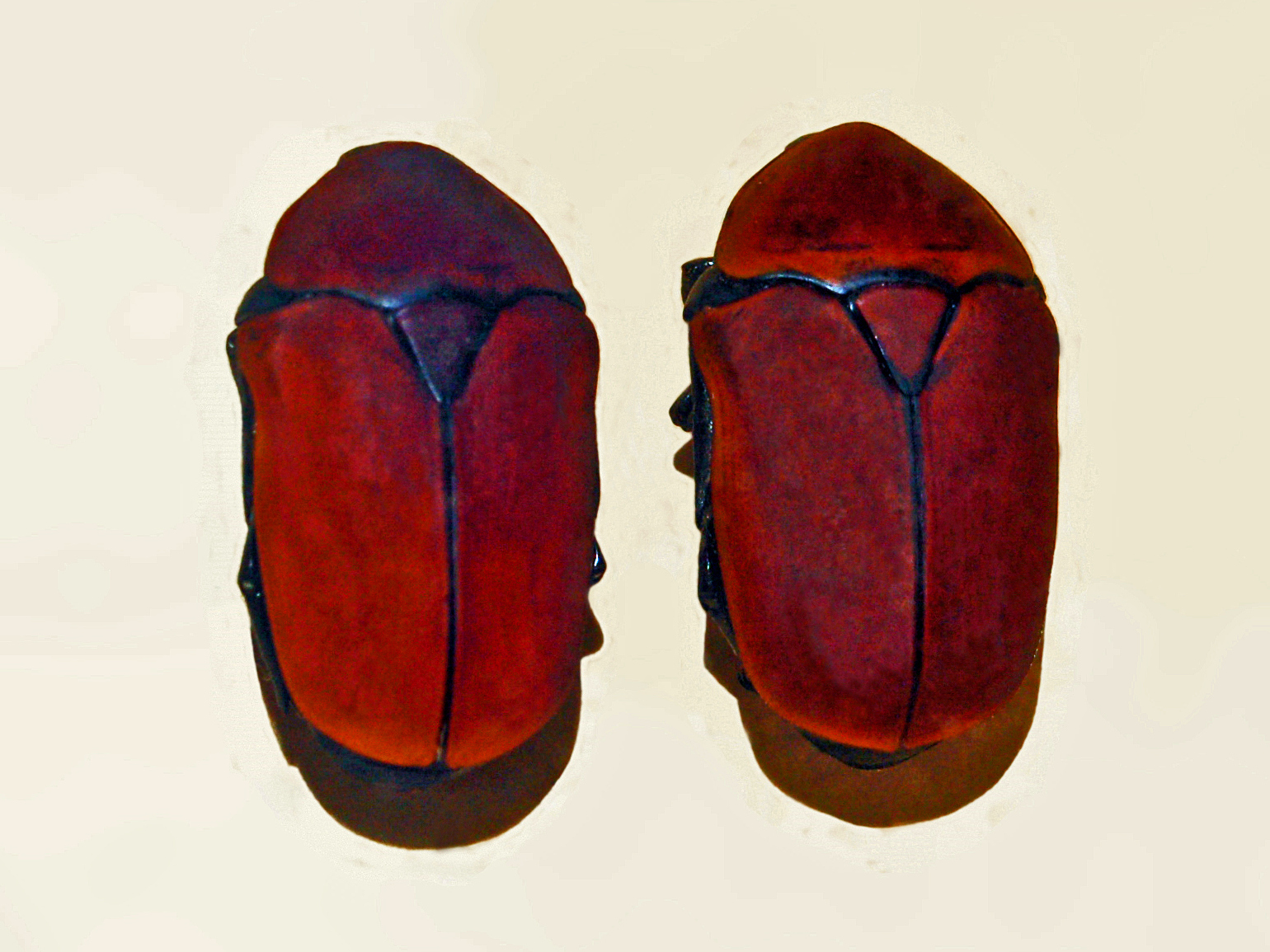
Pachnoda marginata aurantia z Gwinei Bissau. Samiec i samica.